# Allagoptera caudescens
Allagoptera caudescens là loài thực vật có hoa thuộc họ Arecaceae. Loài này được (Mart.) Kuntze mô tả khoa học đầu tiên năm 1891.